# Daniense
| Era Eratema | Periodo Sistema | Época Serie | Edad Piso                | Inicio, en millones de años |
| ----------- | --------------- | ----------- | ------------------------ | --------------------------- |
| Cenozoico   | Cuaternario     | Cuaternario | Cuaternario              | 2,588                       |
| Cenozoico   | Neógeno         | Neógeno     | Neógeno                  | 23,04                       |
| Cenozoico   | Paleógeno       | Oligoceno   | Chattiense Chattiano     | 27,3                        |
| Cenozoico   | Paleógeno       | Oligoceno   | Rupeliense Rupeliano     | 33,9                        |
| Cenozoico   | Paleógeno       | Eoceno      | Priaboniense Priaboniano | 37,71                       |
| Cenozoico   | Paleógeno       | Eoceno      | Bartoniense Bartoniano   | 41,03                       |
| Cenozoico   | Paleógeno       | Eoceno      | Luteciense Lutetiano     | 48,07                       |
| Cenozoico   | Paleógeno       | Eoceno      | Ypresiense Ypresiano     | 56,00                       |
| Cenozoico   | Paleógeno       | Paleoceno   | Thanetiense Thanetiano   | 59,24                       |
| Cenozoico   | Paleógeno       | Paleoceno   | Selandiense Selandiano   | 61,66                       |
| Cenozoico   | Paleógeno       | Paleoceno   | Daniense Daniano         | 66,0                        |

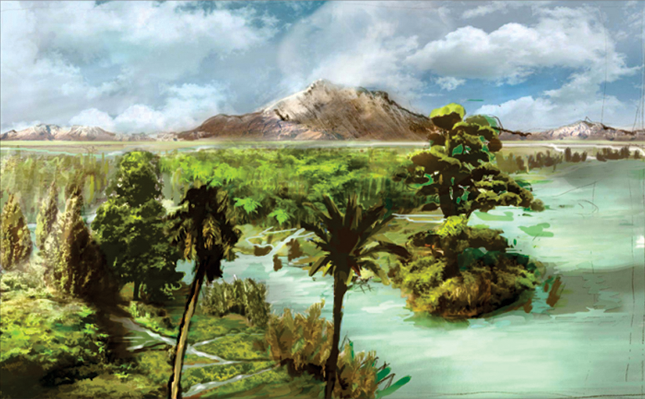
Paisaje del Daniense.

El Daniense o Daniano es el primer piso y edad del Paleoceno en la escala temporal geológica. Sucede al Maastrichtiense (último piso del Cretácico y del Mesozoico) y precede al Selandiense . Se inició hace unos 66,0 millones de años y terminó hace unos 61,66 millones de años.
El Daniense se introdujo en la literatura científica por el geólogo suizo-alemán Pierre Jean Édouard Desor en 1847. Fue nombrado a partir del topónimo latino para Dinamarca.

## Sección estratotipo y punto de límite global (GSSP)
La sección estratotipo y punto de límite global (GSSP) para la base del Daniense, y por tanto del Paleoceno, del Paleógeno y del Cenozoico, se encuentra en un tributario del ued Djerfane, al oeste de Al-Kāf (Túnez). Se caracteriza por la anomalía de iridio producida por el impacto del asteroide que causó el cráter de Chicxulub, asociado a una extinción masiva (dinosaurios, amonites, foraminíferos, etc.). El piso y el GSSP fueron aprobados por la Comisión Internacional de Estratigrafía en 1990 y ratificados por la Unión Internacional de Ciencias Geológicas en 1991. Hasta la identificación de la anomalía de iridio se utilizaba para definir la base del Daniense la primera aparición del foraminífero Globigerina eugubina, que reemplazó al género cretácico Globotruncana.
El techo del Daniense se define por el GSSP de la base del Selandiense, que se caracteriza por estar cerca del límite entre las biozonas NP4 y NP5 y situarse poco después de las primeras apariciones de muchas especies de nanoplancton calcáreo del género  Fasciculithus  ( F. ulii ,  F. billii ,  F. janii ,  F. involutus ,  F. tympaniformis  y  F. pileatus ) y cerca de la primera aparición de la especie Neochiastozygus perfectus.

## Correlaciones
El piso Daniense se correlaciona con las edades mamífero de América del Norte Puercense y Torrejoniense  y a las edades mamífero de Asia Shanghuense y parte baja del Nongshaniense. Incluye las más antiguas zonas de mamíferos del Paleógeno europeo, MP1 a MP5.

## Paleontología
Aunque los dinosaurios no avianos se habían extinguido, los mamíferos y otros animales terrestres pequeños sobrevivieron, la mayoría ni siquiera del tamaño de una oveja, sin embargo había excepciones, como Ankalagon saurognathus, que alcanzaba el tamaño de un oso de tamaño mediano. Numerosos linajes de pájaros modernos también sobrevivieron, particularmente en el área alrededor de Australia, pero también en otros lugares, por ejemplo, Scaniornis en la región del Mar del Norte. Los océanos se mantuvieron muy similares a los mares del Cretácico Superior, sólo que había menos vida, unos reptiles marinos restantes (todos los cuales eran tortugas y cocodrilos), y otros animales menos conocidos.
Los foraminíferos del Daniense repoblaron los mares del Paleoceno después de la extinción masiva del Cretácico.